# Oknö
Oknö är en ö och tätort i Mönsterås distrikt (Mönsterås socken) i Mönsterås kommun, belägen strax utanför tätorten Mönsterås. 
Ön utgör yttersta delen av en moränås och har fast broförbindelse. Det är ett populärt fritidsområde sommartid med många badplatser, camping, stugor och restauranger. Från ursprunget som en plats för sommargäster har det blivit ett populärt ställe att nybygga och bo på året runt. Bygglovet är dock begränsat till 140 kvadratmeter.
Orten klassades tidigare, trots att den hade över 200 invånare, av SCB som en småort, detta var på grund av att en tätort inte fick ha mer än 50 procent fritidshusbebyggelse. Sedan 2015 är dock gränsen för andelen fritidshusbebyggelse slopad och orten räknas som en tätort.

## Befolkningsutveckling
| Befolkningsutvecklingen i Oknö 1990–2020 | Befolkningsutvecklingen i Oknö 1990–2020 | Befolkningsutvecklingen i Oknö 1990–2020 | Befolkningsutvecklingen i Oknö 1990–2020 | Befolkningsutvecklingen i Oknö 1990–2020 |
| ---------------------------------------- | ---------------------------------------- | ---------------------------------------- | ---------------------------------------- | ---------------------------------------- |
|                                          |                                          |                                          |                                          |                                          |
| År                                       |                                          |                                          | Folkmängd                                | Areal (ha)                               |
| 1990                                     | 1990                                     |                                          | 53                                       | 28#                                      |
| 1995                                     | 1995                                     |                                          | 155                                      | 96#                                      |
| 2000                                     | 2000                                     |                                          | 204                                      | 96#                                      |
| 2005                                     | 2005                                     |                                          | 301                                      | 100#                                     |
| 2010                                     | 2010                                     |                                          | 333                                      | 101#                                     |
| 2015                                     | 2015                                     |                                          | 393                                      | 134                                      |
| 2020                                     | 2020                                     |                                          | 377                                      | 142                                      |
| Anm.: # Som småort.                      |                                          |                                          |                                          |                                          |